# 버네사 커비
버네사 커비(영어: Vanessa Nuala Kirby, 1988년 4월 18일~)는 잉글랜드의 배우, 모델이다. 2020년 영화 《그녀의 조각들》을 통해 베네치아 영화제 볼피컵 여우주연상을 수상했다.
2011년 BBC의 각색작 《위대한 유산》의 에스텔라, 2013년 리처드 커티스의 로맨틱 코미디 영화 《어바웃 타임》의 조앤나 역으로 출연했다. 2016년부터 2017년까지, 피터 모건의 넷플릭스 드라마 《더 크라운》에서 마거릿 공주 역으로 출연했으며, 해당 배역으로 2018년에 영국 아카데미 텔레비전상 여우조연상을 수상하고 프라임타임 에미상 드라마 부분 여우조연상 후보에 올랐다. 연극 무대 작품으로 주로 알려졌으며,  버라이어티는 2016년에, 커비를 "가장 예상치 못한 선택을 할 수 있는, 그녀 세대의 현저하게 뛰어난 연극 배우"라 칭했다. 2018년에는 미국의 블록버스터 《미션 임파서블: 폴아웃》에서 화이트 위도 역을 연기했다.

## 생애와 경력

### 어린 시절
커비는 런던 근교 윔블던에서 자랐다. 친어머니는 전직 잡지사 편집자였고, 친아버지는 비뇨기과 전문의 로저 커비다. 배우 버네사 레드그레이브와 코린 레드그레이브과는 가족끼리 친한 사이다.
햄프턴에 있는 레이디 엘리너 홀스 스쿨에 다녔다. 브리스틀 올드 빅 연극 학교 입학을 거절당하고, 엑서터 대학교에서 영어를 공부하기 이전에 여행을 하러 갭이어를 가졌다. 탤런트 에이전시와 예약하고나서, 런던에 있는 LAMDA을 관두고 커비에게 2009년 이후로 옥타곤 극장에서 아서 밀러의 《모두가 나의 아들》, 헨리크 입센의 《유령》, 윌리엄 셰익스피어의 《한여름 밤의 꿈》 등 세 가지 배역을 준 데이비드 태커를 극장에서 만난다. 《모두가 나의 아들》로, 맨체스터 이브닝 뉴스 어워드에서 상금 5천 파운드와 BIZA 신인상을 수상했다.
그러고 나서 내셔널 시어터에서 마리앤 엘리엇이 연출하고 해리엇 월터와 《해리 포터 시리즈》의 해리 멜링이 출연한, 토머스 미들턴의 《Women Beware Women》를 이사벨라 역으로 출연했다. 그 뒤에 리즈의 웨스트 요크셔 극장에서 열린 윌리엄 셰익스피어의 《뜻대로 하세요》에 로절린드로 출연했으며, 가디언의 앨프리드 히클링은 커비를 "중요한 새로운 재능"이라 평했다. 2011년에는 로열 코트 극장에서 사이먼 곳윈이 연출하는, 애냐 레이스의 《The Acid Test》의 초연 공연에 있었고, 디 인디펜던트의 폴 테일러에게 “내가 봐왔던 스타 배우"라고 묘사되며, 연기로 극찬을 얻었다.

### 텔레비전과 영화
2011년에 커비는 벤 위쇼, 도미닉 웨스트, 로몰라 가라이와 같이 출연한, BBC의 《디 아워》에서 텔레비전 무대 데뷔를 했다. 레이 윈스톤, 질리언 앤더슨, 더글러스 부스와 같이 출연한, BBC의 각색작 미니시리즈 《위대한 유산》에 에스텔라 역으로 출연했다.
커비는 케이트 모스의 소설 《라비린스》를 각색한 리들리 스콧의 미니시리즈 드라마에 주연 앨리스 역을 연기했다. 2012년 말에, 샤이아 라보프, 매즈 미켈슨와 함께 영화 《찰리 컨트리맨》을 찍었다. 커비는 그후 리처드 커티스의 영화 《어바웃 타임》에서 레이철 매캐덤스의 절친 조애나 역으로 출연했다.
2012년 9월 영 빅에서 극찬을 받은 베네딕트 앤드루스 연출의 《세 자매》에서 마샤를 연기했고, 타임 아웃의 맷 트루먼이 "빛이 날 것이라 여겨지는 호화로운 출연진 속에서, 커비는 마샤로서 두드러졌다"라고 언급하며 극찬의 평가를 얻었다.
2012년 초에 매슈 루이스, 티모시 스폴과 같이 《라이즈》를 찍었다. 이 영화는 토론토와 런던의 영화제에서 긍정적인 평가를 갖고 첫 공개되었고, 영화를 연출한 감독 로언 애새일은 감독 부문 우수 데뷔상을 수상했다.
2013년에, 커비는 《에드워드 2세》에서 존 히퍼먼의 상대역인 이사벨라 왕비 역을 연기하러 내셔널 시어터로 복귀했다. 2014년 여름에는 영 빅에서 베네딕트 앤드루스와 다시 만나, 블랑쉬 역의 질리언 앤더슨, 스탠리 역의 벤 포스터가 출연한 《욕망이라는 이름의 전차》에서 스텔라 역을 연기했다. 커비는 2014년에 대중들이 선정하는, 왓츠온스테이지 어워드에서 여우조연상을 수상했다.
커비의 최근 영화 배역들에는 《킬 커맨드》에서 투레 린드하르트의 상대역, 밀라 쿠니스와 채닝 테이텀이 출연한 워쇼스키의 《주피터 어센딩》, 존 부어먼의 《희망과 영광》(1987년)의 후속작 《퀸 앤드 컨트리》 등이 있다.
2015년에, 커비는 《에베레스트》에서 미국인 명사 샌디 힐 피트먼으로 출연했다. 또한 같은 해에, 《더 드레서》, 조조 모예스의 저서 《미 비포 유》를 각색한 테아 샤록의 영화에 출연했다. 그 해 5월, 넷플릭스의 첫 오리지널 영국 드라마 《더 크라운》에 마거릿 공주로 캐스팅 됐다. 커비는 6달의 배우 탐색 끝에 캐스팅 된 것이었다. 해당 배역으로, 2017년 BAFTA 어워드에서 상 후보에 올랐고, 2018년에는 두 번째 시즌에서 연기로 수상을 했다.
커비는 2016년 알메이다 극장에서 로버트 이크가 연출한 《바냐 아저씨》에서 엘레나를 연기했고, 버라이어티의 맷 트루먼이 "커비는 나긋나긋하고, 변덕스러우며, 위선적이고, 천박하지만 동정심을 지닌 최고의 엘레나이다. 가장 예상치 못한 선택을 할 수 있는, 그녀를 그녀 세대의 현저하게 뛰어난 연극 배우라고 인정하게 하는 연기였다."라는 기고와 함께 극찬을 받았다.
2018년에, 커비는 내셔널 시어터에서 아우구스트 스트린드베리의 《줄리 아가씨》를 각색한 폴리 스테넘의 《Julie》에서 주인공 역을 연기했다.

## 출연작

### 영화
| 연도 | 제목                                         | 배역                            | 참고      |
| ---- | -------------------------------------------- | ------------------------------- | --------- |
| 2010 | Love/Loss                                    | 제인                            |           |
| 2012 | The Rise                                     | 니콜라                          |           |
| 2012 | Nora                                         | 젊은 여자                       | 단편 영화 |
| 2013 | 찰리 컨트리맨                                | 펄리시티                        |           |
| 2013 | 어바웃 타임                                  | 조애나                          |           |
| 2014 | The Exchange                                 | 여자                            | 단편 영화 |
| 2014 | Insomniacs                                   | 제이드                          | 단편 영화 |
| 2014 | 퀸 앤드 컨트리                               | 던 로한                         |           |
| 2014 | 내셔널 시어터 라이브: 욕망이라는 이름의 전차 | 스텔라 코왈스키                 |           |
| 2014 | Off the Page: Devil in the Details           | 제시카                          | 단편 영화 |
| 2015 | 주피터 어센딩                                | 캐서린 던레비                   |           |
| 2015 | 본 인 더 스로트                              | 소피                            |           |
| 2015 | 에베레스트                                   | 샌디 힐                         |           |
| 2016 | 지니어스                                     | 젤다 피츠제럴드                 |           |
| 2016 | 킬 커맨드                                    | 캐서린 밀리스                   |           |
| 2016 | 미 비포 유                                   | 알리시아 드워레스               |           |
| 2018 | 미션 임파서블: 폴아웃                        | 앨래나 미초폴리스 / 화이트 위도 |           |
| 2019 | 분노의 질주: 홉스 & 쇼                       | 해티 쇼                         |           |
| 2019 | 미스터 존스                                  | 에이다 브룩스                   |           |
| 2020 | 그녀의 조각들                                | 마사 카슨                       |           |
| 2020 | 더 월드 투 컴                                | 톨리                            |           |
| 2022 | 더 썬                                        | 베스                            |           |
| 2023 | 미션 임파서블: 데드 레코닝                   | 앨래나 미초폴리스 / 화이트 위도 |           |
| 2023 | 나폴레옹                                     | 조제핀 드 보아르네              |           |
| 2024 | 에덴                                         |                                 |           |
| 2025 | 미션 임파서블: 파이널 레코닝                 | 앨래나 미초폴리스 / 화이트 위도 |           |
| 2025 | 판타스틱 4: 새로운 출발                      | 수 스톰 / 인비저블우먼          |           |
| 2026 | 어벤져스: 둠스데이                           | 수 스톰 / 인비저블우먼          |           |

### 텔레비전
| 연도      | 제목                           | 배역               | 참고                               |
| --------- | ------------------------------ | ------------------ | ---------------------------------- |
| 2011      | 디 아워                        | Ruth Elms          | 3편                                |
| 2011      | 위대한 유산                    | Estella Havisham   | 미니시리즈, 3편                    |
| 2012      | 라비린스 : 미궁                | Alice Tanner       | 미니시리즈, 2편                    |
| 2013      | 아가사 크리스티: 명탐정 포와로 | Celia Ravenscroft  | 에피소드: "Elephants Can Remember" |
| 2015      | 더 드레서                      | Irene              | TV 영화                            |
| 2015      | 프랑켄슈타인 연대기            | Lady Jemima Hervey | 주연; 7편                          |
| 2016–2017 | 더 크라운                      | 마거릿 공주        | 주연 / 17편                        |

### 연극
| 연도 | 제목                   | 작가              | 배역                   | 극장                   |
| ---- | ---------------------- | ----------------- | ---------------------- | ---------------------- |
| 2010 | 모두가 나의 아들       | 아서 밀러         | Ann Deever             | 옥타곤 극장            |
| 2010 | 유령                   | 헨리크 입센       | Regina Engstrand       | 옥타곤 극장            |
| 2010 | 한여름 밤의 꿈         | 윌리엄 셰익스피어 | Helena                 | 옥타곤 극장            |
| 2010 | 좋을 대로 하세요       | 윌리엄 셰익스피어 | Rosalind               | 웨스트 요크셔 극장     |
| 2011 | Women Beware Women     | 토머스 미들턴     | Isabella               | 로열 내셔널 시어터     |
| 2011 | The Acid Test          | 애냐 레이스       | Dana                   | 로열 코트 극장         |
| 2012 | 세 자매                | 안톤 체호프       | Maria "Masha" Kulygina | 영 빅                  |
| 2013 | 에드워드 2세           | 크리스토퍼 말로   | 프랑스의 이사벨라      | 로열 내셔널 시어터     |
| 2014 | 욕망이라는 이름의 전차 | 테네시 윌리엄스   | 스텔라 코왈스키        | 영 빅                  |
| 2016 | 바냐 아저씨            | 안톤 체호프       | Helena Serebryakova    | 알메이다 극장          |
| 2016 | 욕망이라는 이름의 전차 | 테네시 윌리엄스   | 스텔라 코왈스키        | 세인트 앤스 웨어하우스 |
| 2018 | Julie                  | 폴리 스테넘       | Julie                  | 로열 내셔널 시어터     |

## 수상 및 후보
| 연도 | 시상식                | 부문                      | 출연작                 | 결과 |
| ---- | --------------------- | ------------------------- | ---------------------- | ---- |
| 2010 | 이언 찰슨 어워드      |                           | 유령                   | 후보 |
| 2011 | 이언 찰슨 어워드      | 3위                       | 한여름 밤의 꿈'        | 수상 |
| 2011 | 이언 찰슨 어워드      | 3위                       | 좋을 대로 하세요       | 수상 |
| 2011 | 이언 찰슨 어워드      | 3위                       | Women Beware Women     | 수상 |
| 2012 | 이언 찰슨 어워드      | 특별상                    | 세 자매                | 후보 |
| 2015 | 왓츠온스테이지 어워드 | 희곡 부문 여우조연상      | 욕망이라는 이름의 전차 | 수상 |
| 2017 | BAFTA TV상            | 여우조연상                | 더 크라운              | 후보 |
| 2017 | 영화배우조합          | 드라마 부문 앙상블 연기상 | 더 크라운              | 후보 |
| 2017 | 글래머 어워드         | 영국 드라마 여배우상      | 더 크라운              | 수상 |
| 2018 | BAFTA TV상            | 여우조연상                | 더 크라운              | 수상 |
| 2018 | 프라임타임 에미상     | 드라마 부문 여우조연상    | 더 크라운              | 후보 |